# Lijst van Stolpersteine in Tynaarlo

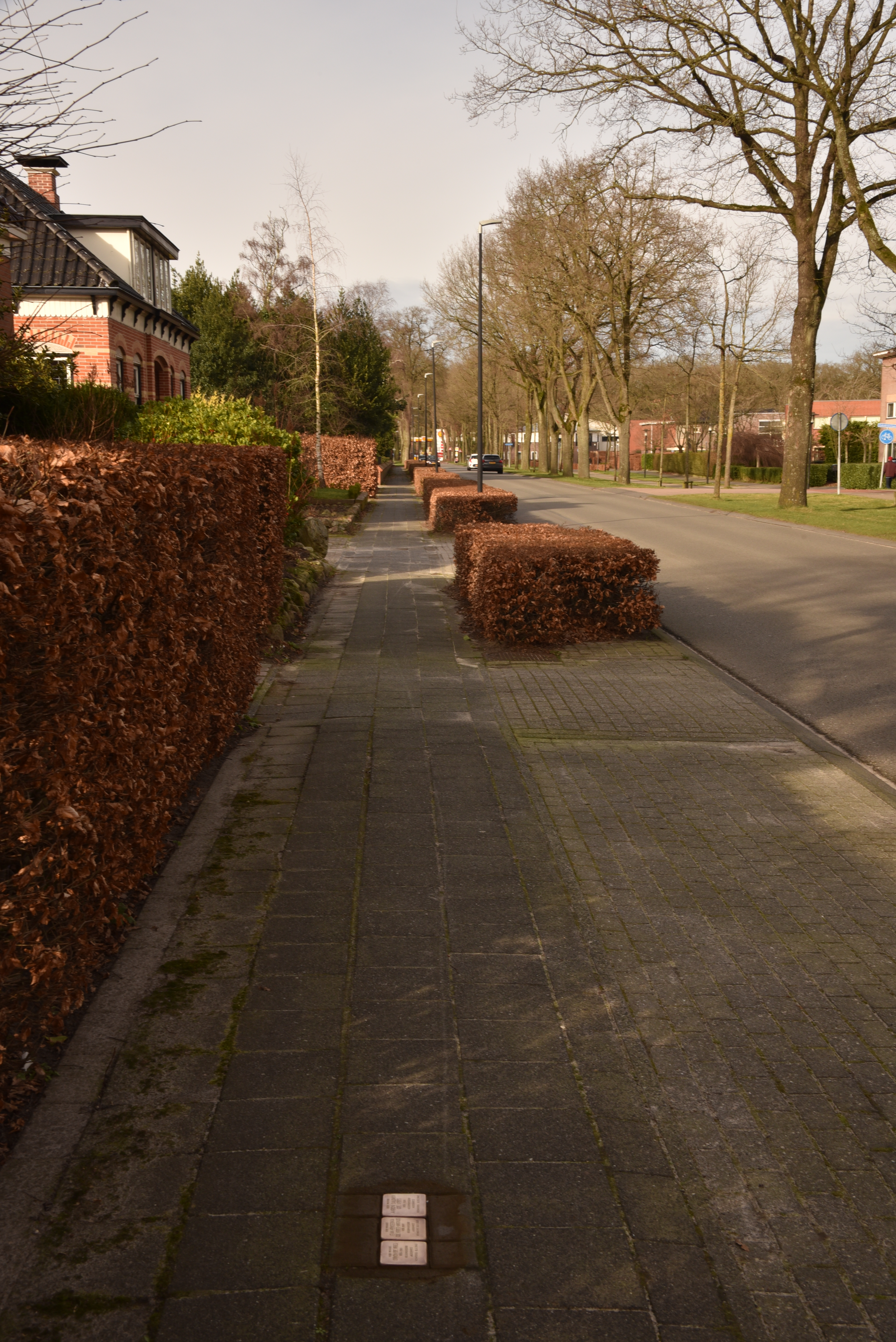
Stolpersteine voor familie Cohen

De Lijst van Stolpersteine in Tynaarlo geeft een overzicht van de Stolpersteine die in de gemeente Tynaarlo in de Nederlandse provincie Drenthe zijn geplaatst in het kader van het Stolpersteine-project van de Duitse beeldhouwer-kunstenaar Gunter Demnig.
Stolpersteine zijn opgedragen aan slachtoffers van het nationaalsocialisme, al diegenen die zijn vervolgd, gedeporteerd, vermoord, gedwongen te emigreren of tot zelfmoord gedreven door het nazi-regime. Demnig legt voor elk slachtoffer een aparte steen, meestal voor de laatste zelfgekozen woning.
Omdat het Stolpersteine-project doorloopt, kan deze lijst onvolledig zijn.

## Stolpersteine

### Zuidlaren
In Zuidlaren, een dorp in de gemeente Tynaarlo, liggen achttien Stolpersteine op vijf adressen.
| Afbeelding | Inscriptie                                                                                                  | Adres             | Herdachte persoon                         |
| ---------- | --- | ----------------- | ----------------------------------------- |
|            | HIER WOONDE GERDA HENNY COHEN GEB. 1925 GEDEPORTEERD 1942 UIT WESTERBORK VERMOORD 31.8.1942 AUSCHWITZ       | Stationsweg 14-16 | Gerda Henny Cohen (1925-1942)             |
|            | HIER WOONDE MOZES MACHIEL COHEN GEB. 1888 GEDEPORTEERD 1942 UIT WESTERBORK VERMOORD 31.8.1942 AUSCHWITZ     | Stationsweg 14-16 | Mozes Machiel Cohen (1888-1942)           |
|            | HIER WOONDE SALOMON BENJAMIN COHEN GEB. 1920 GEDEPORTEERD 1943 UIT WESTERBORK VERMOORD 11.6.1943 SOBIBOR    | Stationsweg 14-16 | Salomon Benjamin Cohen (1920-1943)        |
|            | HIER WOONDE SOPHIA COHEN- MEIJER GEB. 1894 GEDEPORTEERD 1942 UIT WESTERBORK VERMOORD 31.8.1942 AUSCHWITZ    | Stationsweg 14-16 | Sophia Cohen-Meijer (1894-1942)           |
|            | HIER WOONDE BERNARD MAX VAN DAM GEB. 1932 GEDEPORTEERD 1942 UIT WESTERBORK AUSCHWITZ VERMOORD 31.8.1942     | Stationsweg 42    | Bernard Max van Dam (1932-1942)           |
|            | HIER WOONDE IZAAK VAN DAM GEB. 1893 GEDEPORTEERD 1942 UIT WESTERBORK VERMOORD 1942 MIDDEN-EUROPA            | Stationsweg 42    | Izaak van Dam (1893-1942)                 |
|            | HIER WOONDE JAKOB VAN DAM GEB. 1885 GEDEPORTEERD 1942 UIT WESTERBORK VERMOORD 31.8.1942 AUSCHWITZ           | Bernhardlaan 12   | Jakob van Dam (1885-1942)                 |
|            | HIER WOONDE MARTIJN BERTUS VAN DAM GEB. 1921 GEDEPORTEERD 1942 UIT WESTERBORK VERMOORD FEB.1945 GROSS-ROSEN | Stationsweg 42    | Martijn Bertus van Dam (1921-1945)        |
|            | HIER WOONDE SIEMON MACHIEL VAN DAM GEB. 1922 GEDEPORTEERD 1942 UIT WESTERBORK VERMOORD 1942 AUSCHWITZ       | Stationsweg 42    | Siemon Machiel van Dam (1922-1942)        |
|            | HIER WOONDE ANNA VAN DAM- NATHANS GEB. 1899 GEDEPORTEERD 1942 UIT WESTERBORK VERMOORD 31.8.1942 AUSCHWITZ   | Bernhardlaan 12   | Anna van Dam-Nathans (1899-1942)          |
|            | HIER WOONDE EVA VAN DAM- NATHANS GEB. 1893 GEDEPORTEERD 1942 UIT WESTERBORK VERMOORD 31.8.1942 AUSCHWITZ    | Stationsweg 42    | Eva van Dam-Nathans (1893-1942)           |
|            | HIER WOONDE ISRAEL JOOSTEN GEB. 1874 GEDEPORTEERD 1942 UIT WESTERBORK VERMOORD 19.11.1942 AUSCHWITZ         | Esweg 19          | Israel Joosten (1874-1942)                |
|            | HIER WOONDE MARTHA JOOSTEN GEB. 1920 GEDEPORTEERD 1942 UIT WESTERBORK VERMOORD 19.11.1942 AUSCHWITZ         | Esweg 19          | Martha Joosten (1920-1942)                |
|            | HIER WOONDE EVA JOOSTEN- GANS GEB. 1880 GEDEPORTEERD 1942 UIT WESTERBORK VERMOORD 19.11.1942 AUSCHWITZ      | Esweg 19          | Eva Joosten-Gans (1880-1942)              |
|            | HIER WOONDE BETJE POLAK GEB. 1912 GEDEPORTEERD 1942 UIT WESTERBORK AUSCHWITZ VERMOORD 8.10.1942             | Stationsweg 42    | Betje Polak (1912-1942)                   |
|            | HIER WOONDE AARON SALOMON DE VRIES GEB. 1928 GEDEPORTEERD AUSCHWITZ VERMOORD 29.10.1942                     | Annerweg 13       | Aaron Salomon de Vries (1928-1942)        |
|            | HIER WOONDE SIMON DE VRIES GEB. 1923 GEDEPORTEERD AUSCHWITZ VERMOORD 15.8.1942                              | Annerweg 13       | Simon de Vries (1923-1942)                |
|            | HIER WOONDE EVA HENDERIKA DE VRIES-MAGNUS GEB. 1891 GEDEPORTEERD AUSCHWITZ VERMOORD 25.1.1943               | Annerweg 13       | Eva Henderika de Vries-Magnus (1891-1943) |

## Data van plaatsingen
- 19 april 2011